# Konrad Gołoś
Pour les articles homonymes, voir Gołoś.
Konrad Gołoś, né le 15 septembre 1982 à Siedlce, est un footballeur polonais. Il a occupé le poste de milieu de terrain dans des clubs professionnels de 2003 à 2010, avant de mettre un terme à sa carrière à cause de la maladie de Lyme.

## Biographie

### Des débuts concluants
Konrad Gołoś fait ses débuts en Ekstraklasa avec le Polonia Varsovie le 7 août 2004, contre le Wisła Cracovie (défaite quatre à zéro). Pièce maîtresse de l'effectif varsovien, il attire rapidement les regards des cadors polonais, et dispute son premier match avec l'équipe nationale le 28 avril 2005 face au Mexique (match nul un but partout), rentrant sur la pelouse à la mi-temps et remplaçant Przemysław Kaźmierczak. À l'été 2005, il signe au Wisła Cracovie, tout juste sacré champion. Là aussi, il arrive facilement à s'imposer, et dispute pratiquement toute la première partie de saison. 

### Les premiers problèmes surviennent
Mais Gołoś est tout proche de la résiliation de contrat, des anomalies cardiaques étant soupçonnées. De fait, il ne participe plus qu'à des courts moments de jeu, rentrant le plus souvent en fin de match. Après plusieurs examens, il est prouvé que Gołoś ne souffre d'aucune maladie grave. Mais entre-temps, le Polonais a perdu sa place de titulaire.

### Des prêts qui lui permettent de revenir à son niveau
En 2006, il est prêté pour six mois à son ancien club, le Polonia Varsovie, qui entre-temps est descendu en deuxième division. Dans la capitale, Gołoś retrouve son ancienne position, étant devant les défenseurs centraux, et retrouve les terrains polonais. Après quatorze rencontres, il retourne à l'hiver au Wisła, où il est confronté à la forte concurrence de Jakub Błaszczykowski. À Cracovie, il prend part à toutes les rencontres, dont la moitié en tant que remplaçant. 
En 2007, il est de nouveau prêté au Górnik Zabrze pour une année entière. Au Górnik, il retrouve un très bon niveau, et permet à son club de tutoyer les places européennes, après une saison 2006-2007 difficile (quatorzième et aux bords de la relégation). Il retrouve même la sélection polonaise, coachée par le nouveau sélectionneur Leo Beenhakker, pour rencontrer la Hongrie. Cette fois-ci, il est titularisé dès le début de match, puis remplacé au terme de la première période.

### Une maladie qui met fin à sa carrière
Mais en deuxième partie de saison, il se blesse au genou et subit une intervention chirurgicale. De retour de blessure, Konrad Gołoś tombe malade, mais ne le signale pas et continue de jouer. La situation devenant grave, il prévient le médecin du club et passe plusieurs tests qui ne donnent cependant rien. Quelques jours plus tard, il est diagnostiqué positif pour la maladie de Lyme, tout comme auparavant le Tchèque Karel Poborský et l'Allemand Bastian Schweinsteiger. Très vite, il rentre de prêt et part se faire soigner en Pologne et en Allemagne. Après un an de soins et de récupération, Konrad Gołoś fait son retour à l'entraînement le 17 janvier 2009, mais ne retrouve pas sa condition physique.
Courageux, il tente de rejouer au football à l'été 2010 et est proche de signer un contrat avec le Górnik Zabrze, promu en première division. Mais son genou lui faisant toujours défaut, Gołoś décide de mettre un terme à sa carrière et refuse le contrat qui lui est proposé.

## Palmarès
- Vice-Champion de Pologne : 2006